# Кропачёво (станция)
Кропачёво — железнодорожная станция Златоустовского региона Южно-Уральской железной дороги, расположенная в посёлке Кропачёво Ашинского муниципального района Челябинской области. Является смежной станцией с Куйбышевской железной дорогой.

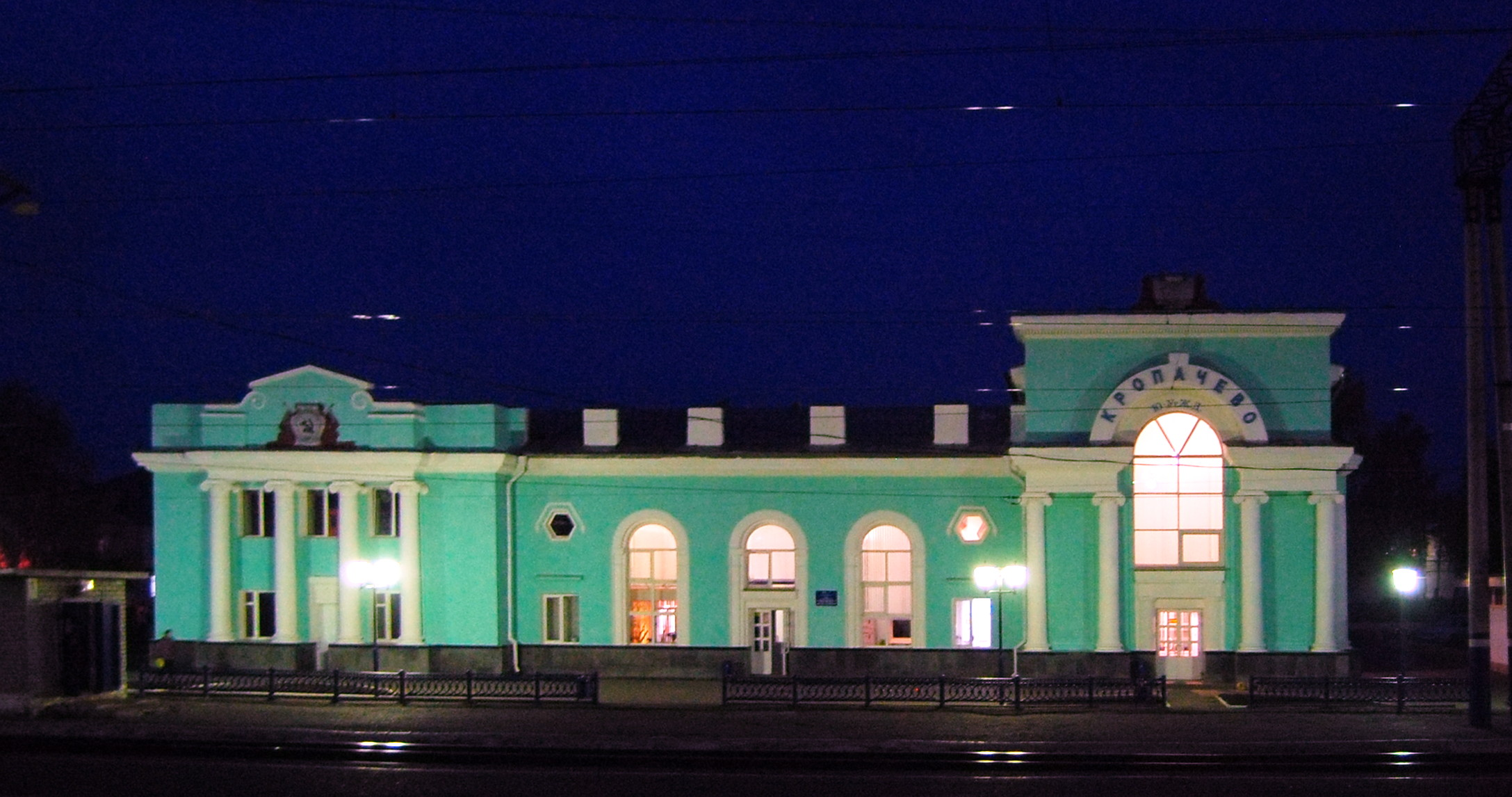
Вокзал станции Кропачёво

## История
Станция была основана в 1890 году, названа по имени купца-подрядчика А. П. Кропачева (1824—1906), принимавшего участие в строительстве Самаро-Златоустовской железной дороги. Станция входила в состав Самаро-Златоустовской железной дороги. После революции 1917 года она несколько раз меняла свою принадлежность, относилась к Пермской ЖД, Уфимской ЖД, Южно-Уральской ордена Октябрьской Революции железной дороге. В 1900 году на станции было всего 3 пути. Пути были короткими, на них вмещалось до 40 двухосных вагонов.
«Корпачёво» - в лексиконе колхозников и жителей сёл, окружающих станцию, когда-то бытовало искажённое разговорное слово «Корпачёво», видимо, для упрощения в произношении. Исторические же лица, как известно, и братья-инженеры, и купец 1-й гильдии, в честь которых и была названа станция, свою фамилию писали строго как Кропачёвы.
Сегодня станция Кропачево является узловой станцией 1 класса. Здесь располагается 35 станционных путей, общая полезная длина которых составляет более 20 км. Погрузка по станции Кропачёво в 2010 году составила 1898 вагонов.

## Дальнее сообщение
По графику 2020 года через станцию курсируют следующие поезда дальнего следования:

### Круглогодичное движение поездов
| № поезда        | Маршрут движения           | № поезда        | Маршрут движения           |
| --------------- | -------------------------- | --------------- | -------------------------- |
| 11              | Владивосток — Самара       | 12              | Самара — Владивосток       |
| 13 «Южный Урал» | Челябинск — Москва         | 14 «Южный Урал» | Москва — Челябинск         |
| 59              | Новокузнецк — Кисловодск   | 60              | Кисловодск — Новокузнецк   |
| 83              | Караганда — Москва         | 84              | Москва — Караганда         |
| 87              | Нижневартовск — Самара     | 88              | Самара — Нижневартовск     |
| 97              | Тында — Кисловодск         | 98              | Кисловодск — Тында         |
| 101             | Нижневартовск — Пенза      | 102             | Пенза — Нижневартовск      |
| 127             | Красноярск — Адлер         | 128             | Адлер — Красноярск         |
| 129             | Красноярск — Анапа         | 130             | Анапа — Красноярск         |
| 133             | Томск — Анапа              | 134             | Анапа — Томск              |
| 141             | Екатеринбург — Симферополь | 142             | Симферополь — Екатеринбург |
| 143             | Нижневартовск — Уфа        | 144             | Уфа — Нижневартовск        |
| 147             | Нижневартовск — Астрахань  | 148             | Астрахань — Нижневартовск  |
| 317             | Караганда — Барановичи     | 318             | Барановичи — Караганда     |
| 331             | Новый Уренгой — Уфа        | 332             | Уфа — Новый Уренгой        |
| 351             | Приобье — Уфа              | 352             | Уфа — Приобье              |
| 373             | Тюмень — Махачкала         | 374             | Махачкала — Тюмень         |
| 391             | Челябинск — Москва         | 392             | Москва — Челябинск         |

### Сезонное движение поездов
| № поезда | Маршрут движения         | № поезда | Маршрут движения         |
| -------- | ------------------------ | -------- | ------------------------ |
| 205      | Иркутск — Анапа          | 206      | Анапа — Иркутск          |
| 229      | Северобайкальск — Анапа  | 230      | Анапа — Северобайкальск  |
| 235      | Тында — Анапа            | 236      | Анапа — Тында            |
| 243      | Новокузнецк — Анапа      | 244      | Анапа — Новокузнецк      |
| 289      | Екатеринбург — Анапа     | 290      | Анапа — Екатеринбург     |
| 425      | Челябинск — Калининград  | 426      | Калининград — Челябинск  |
| 455      | Челябинск — Новороссийск | 456      | Новороссийск — Челябинск |
| 457      | Челябинск — Анапа        | 458      | Анапа — Челябинск        |
| 477      | Челябинск — Адлер        | 478      | Адлер — Челябинск        |

## Назначение
На станции производится:
- продажа пасс. билетов;
- прием, выдача багажа;
- пр/выд. повагонных отправок грузов (откр. площ.);
- пр/выд. мелких отправок грузов (крытые склады);
- пр/выд. поваг. и мелк. отправок (подъездн. пути);
- пр/выд. повагонных отправок грузов (крытые склады);
- пр/выд. мелких отправок грузов (откр. площ.).